# Straight Outta Compton (film)
Straight Outta Compton è un film del 2015 diretto da F. Gary Gray.
Il titolo del film prende il nome dell'omonimo album del 1988, con il quale gli N.W.A hanno fatto il loro debutto.

## Trama
Il film narra la storia di cinque ragazzi di Compton, California, che armati unicamente di testi hip hop schietti e brutali e della loro spavalderia, si ribellarono contro gli abusi delle autorità e formarono gli N.W.A., uno dei gruppi rap più importanti di sempre. E così, raccontando la vita del ghetto come mai nessuno prima, diedero vita a una rivoluzione sociale la cui eco risuona ancora oggi. Gli eventi del film si collocano tra il 1986 e il 1995.

## Personaggi
In Straight Outta Compton ogni personaggio è il ritratto di persone realmente esistite, riflettendone storia e nomi.
- Eazy-E, interpretato da Jason Mitchell: viene presentato come protagonista del film, e come ogni personaggio, subisce un'evoluzione sia di ruolo che caratteriale. Si presenta inizialmente come un personaggio sarcastico (a volte anche un po' cinico) e sorridente. Questo carattere subirà una profonda evoluzione, diventando man mano arrogante, narcisista e soprattutto ingenuo, non rendendosi conto della vera natura di Jerry Heller. Viene convinto a fondare la Ruthless da Dre, con cui però litigherà, in quanto quest'ultimo comincia ad accorgersi di tutte le fregature per mano di Jerry.
- Dr. Dre, interpretato da Corey Hawkins: il cofondatore, insieme a Eazy, della Ruthless Records e principale beatmaker. Dre è l'unico personaggio che, a livello caratteriale, non subisce profonde evoluzioni durante il film. Sin da subito, infatti, si dimostra intelligente, maturo e sensibile. È l'unico che, sin dall'inizio, non va fiero della direzione che prendono le vicende. Non sembra provare rancore per Cube dopo il suo abbandono degli N.W.A, ed è il primo, dopo Cube, a rendersi conto della vera natura di Jerry e cerca di avvertire Eazy, quest'ultimo suo grande amico.
- Ice Cube, interpretato da O'Shea Jackson Jr.: è il terzo membro fondamentale degli N.W.A. Viene presentato come rapper molto talentuoso, sia nello scrivere che nel rappare. Abbandonerà già nel '91 gli N.W.A, quando, già da tempo sospettoso di Jerry Heller, viene obbligato da quest'ultimo a firmare un contratto senza la rappresentazione di un legale, e negandogli i soldi spettatigli in caso di rifiuto. Cube però rifiuta subito, abbandonando gli N.W.A e cominciando una fortunata carriera da solista. Durante il film matura molto, sia fisicamente che caratterialmente, soprattutto dopo l'arrivo del primo figlio.
- Jerry Heller, interpretato da Paul Giamatti: è il manager degli N.W.A e il primo a rendersi conto del loro talento e a volerli portare al successo. Inizialmente viene presentato come personaggio positivo, simpatico e altruista. Tutti si accorgeranno ben presto della sua avidità, tranne Eazy. Durante il film, però, verranno rivelati tutti i suoi inganni verso il gruppo. Inganni nei quali non è chiaro il coinvolgimento di Eazy. Verso la fine del film quest'ultimo licenzia Jerry, però, non viene specificato se Eazy si sia solo accorto dei misfatti del manager o se si sia pentito per avervi preso parte.
- Suge Knight, interpretato da R. Marcus Taylor: è il principale antagonista del film. Si offre inizialmente come guardia del corpo degli N.W.A. Dopo che questi ultimi rifiutano rimane in buoni rapporti con Dre e D.O.C. Convince ben presto Dre a lasciare la Ruthless e a fondare insieme la Death Row Records, che gli porterà presto fortuna e ricchezze. Ma, proprio alla Death Row, comincerà a far emergere sempre più il suo lato malvagio, creandosi una reputazione da gangster. Dopo la morte di Eazy verrà però abbandonato da Dre, che lascerà la Death Row per fondare la Aftermath, altra grande casa discografica.

## Produzione
I membri del gruppo Ice Cube, Dr. Dre, Eazy-E e il loro manager Jerry Heller sono rispettivamente interpretati nel film da O'Shea Jackson Jr.(il figlio di Cube), Corey Hawkins, Jason Mitchell e Paul Giamatti. Gli stessi Ice Cube e Dr. Dre sono anche i produttori della pellicola, insieme a Tomica Woods-Wright, vedova di Eazy-E.

### Sviluppo
Nel marzo 2009 è stato annunciato che un film sul celebre gruppo rap N.W.A era in via di sviluppo con la produzione della New Line Cinema, con una sceneggiatura di S. Leigh Savidge e Alan Wenkus e con la vedova di Eazy-E, Tomica Woods-Wright, Ice Cube e Dr. Dre alla produzione.
Nel maggio 2010 è stato rivelato che la sceneggiatrice Andrea Berloff stava lavorando ad una nuova versione della sceneggiatura. Nel settembre 2011 il regista John Singleton ha rivelato ad IndieWire che era in trattative per dirigere il film, dicendo: "Non posso parlare troppo presto della roba che sto facendo perché in questo momento non si sta sviluppando niente, ma io e Cube stiamo parlando di fare un film sulla storia degli N.W.A. La sceneggiatura è molto, molto bella e allora stiamo soltanto cercando di capire come trasporla sul grande schermo. La New Line vuole fare il film". Sempre nel settembre 2011 è trapelato che i registi F. Gary Gray, Craig Brewer e Peter Berg erano in trattative per dirigere il film. Nell'aprile 2012, F. Gary Gray è stato scelto come regista. Gray aveva già lavorato con Ice Cube nel film Ci vediamo venerdì e con Dr. Dre nel film Set It Off - Farsi notare. Era stato anche il regista di alcuni loro video musicali.

### Casting
Il "casting call" del film è stato diramato nell'estate 2010. Alcuni rumor avevano diffuso la notizia che Lil Eazy-E e O'Shea Jackson Jr., figli rispettivamente di Eazy-E e Ice Cube, avrebbero interpretato i loro padri. Nel giugno 2014 Dr. Dre ha condiviso una foto su internet che lo ritraeva insieme a Ice Cube, a F. Gary Gray e di fianco agli attori O'Shea Jackson Jr., Jason Mitchell e Corey Hawkins.
Il 15 agosto 2014, Paul Giamatti si è unito al cast del film per interpretare Jerry Heller, il manager del gruppo. Il 26 agosto dello stesso anno Keith Stanfield è stato confermato per il ruolo del rapper Snoop Dogg.

### Riprese
Le riprese del film sono iniziate a Compton il 5 agosto 2014.
Il 29 gennaio 2015 Suge Knight, ex produttore di Dre, è stato arrestato per la morte del suo amico attore Terry Carter e per il tentato omicidio del regista Cle Sloan. Secondo i testimoni Knight avrebbe seguito le vittime dopo una discussione che avevano avuto sul film di Straight Outta Compton e di averli poi investiti con la sua auto nei pressi di un fast food. Terry Carter, amico intimo di Ice Cube, è morto sul colpo mentre Cle Sloan ha perso un piede e ha sofferto numerose ferite alla testa.

## Musica
Il produttore del film e rapper Dr. Dre ha deciso di registrare un album "ispirato" dal film. Compton è uscito in esclusiva su iTunes e su Apple Music il 7 agosto 2015, debuttando al secondo posto nel Billboard 200 americano. Alcune canzoni, come Talking To My Diary e Just Another Day, sono presenti nella colonna sonora del film.

## Distribuzione
Il trailer ufficiale del film è stato diffuso l'8 febbraio 2015. Il film è uscito nelle sale americane il 14 agosto 2015 mentre è stato distribuito nei cinema italiani il 1º ottobre 2015.
Il film ha ricevuto delle recensioni positive dai critici e ha guadagnato più di 200 milioni di dollari.

## Riconoscimenti
- 2016 - Premio Oscar
  - Candidatura per la miglior sceneggiatura originale a Jonathan Herman, Andrea Berloff, S. Leight Savidge e Alan Wenkus
- 2016 - Screen Actors Guild Award
  - Candidatura per il Miglior cast
- 2016 - Critics' Choice Movie Awards
  - Candidatura per il Miglior cast
- 2016 - Producers Guild of America Award
  - Candidatura per il Miglior film
- 2016 - Writers Guild of America Award
  - Candidatura per la Migliore sceneggiatura originale a Jonathan Herman e Andrea Berloff
- 2015 - National Board of Review Award
  - Migliori dieci film
- 2015 - AFI Award
  - Migliori dieci film
- 2015 - Hollywood Film Awards[19]
  - Miglior cast rivelazione
- 2015 - African-American Film Critics Association[20]
  - Migliori dieci film dell'anno
  - Miglior film
  - Miglior cast
  - Miglior attore non protagonista a Jason Mitchell
- 2016 - MTV Movie Awards[21]
  - Miglior film basato su una storia vera
  - Candidatura per il miglior film
  - Candidatura per la miglior performance rivelazione a O'Shea Jackson Jr.